# Sânpetru de Câmpie, Mureș

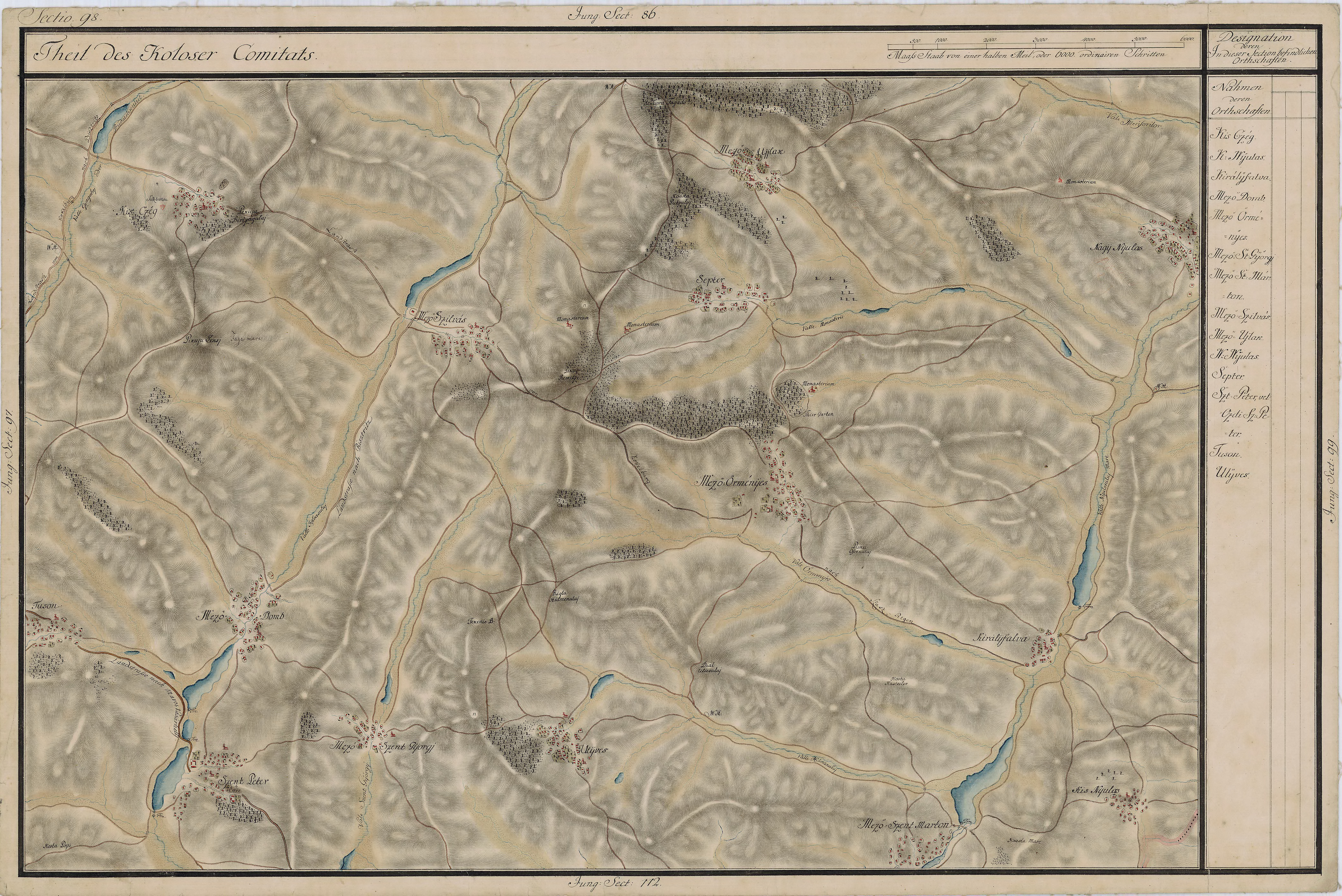
Sânpetru de Câmpie în Harta Iosefină a Transilvaniei, 1769-1773

Sânpetru de Câmpie (în maghiară Uzdiszentpéter, în germană Petersdorf) este satul de reședință al comunei cu același nume din județul Mureș, Transilvania, România.

## Așezare
Sânpetru de Câmpie este situat în partea de nord-vest a județului, la limita cu județul Bistrița Năsăud, pe drumul județean 152 Râciu - Cluj-Napoca, la 40 km distanță de municipiul reședință de județ (Târgu Mureș) și este străbătut de râul Șesu.

## Istoric
Localitatea Sânpetru este atestată documentar pentru prima dată într-un document scris în limba latină, la 24 ianuarie 1305, în Alba Iulia, sub numele de Sancta Petro.
Satele Tușinu și Dâmbu - 20 ani mai târziu cu numele Tuson, respectiv poss. Tumb. Mai târziu mai apar atestări documentare - acestea fiind în cea mai mare parte acte de proprietate asupra unor terenuri.

## Monumente istorice
- Biserica Reformată-Calvină

## Obiective turistice
- Biserica Reformată-Calvină, construită în secolul al XIV-lea.

## Galerie de imagini

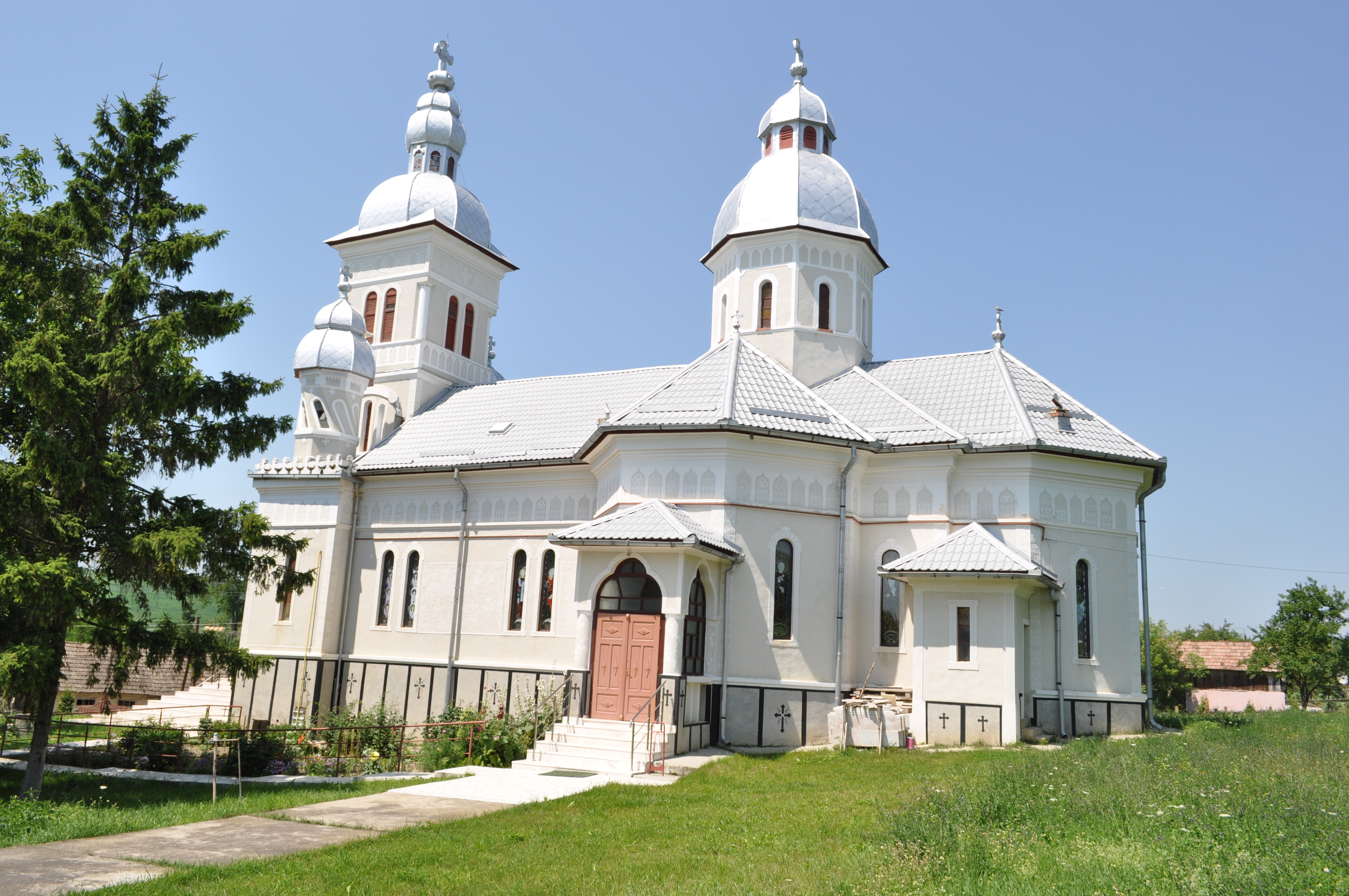
Biserica ortodoxă
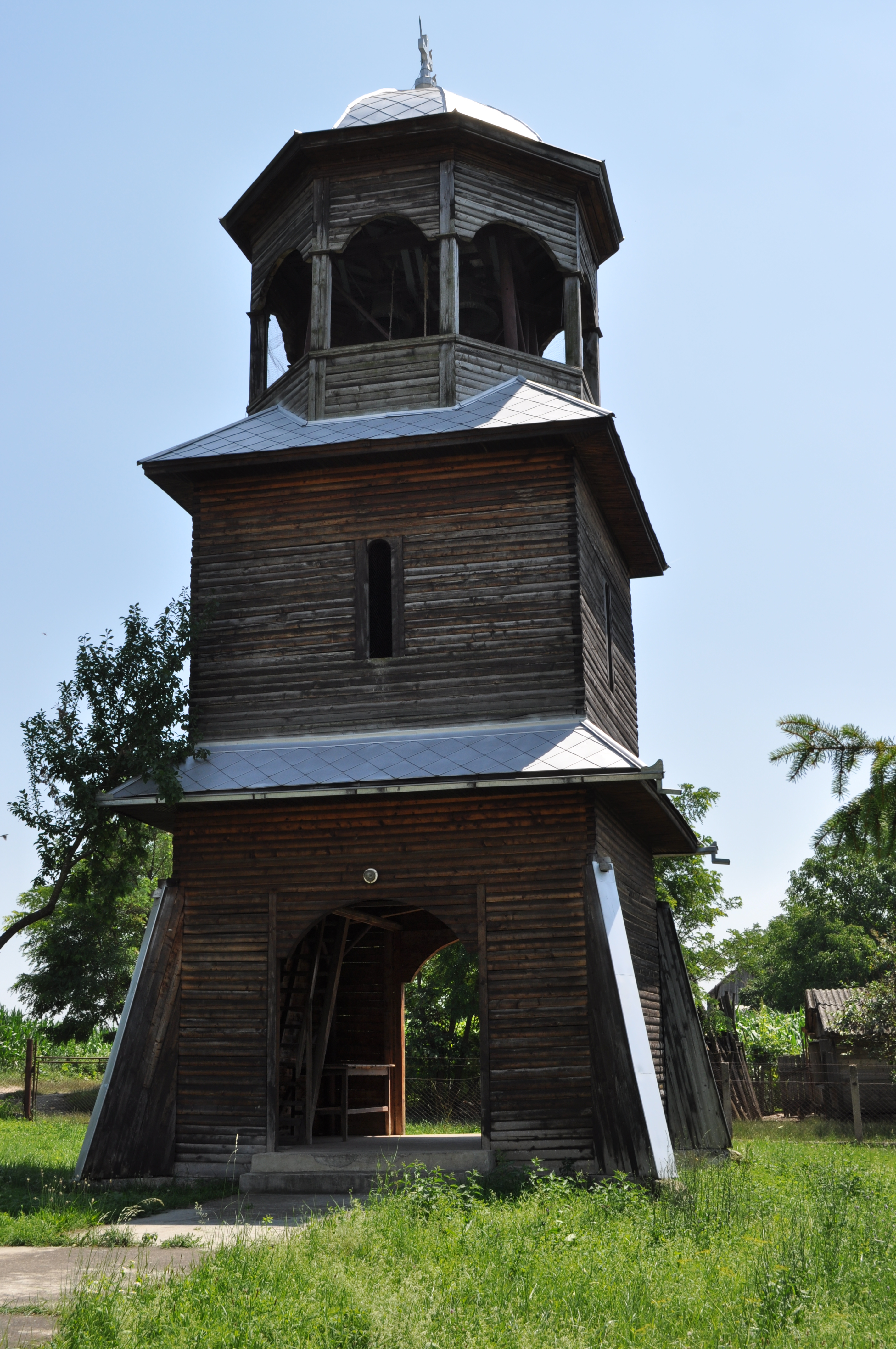
Clopotnița
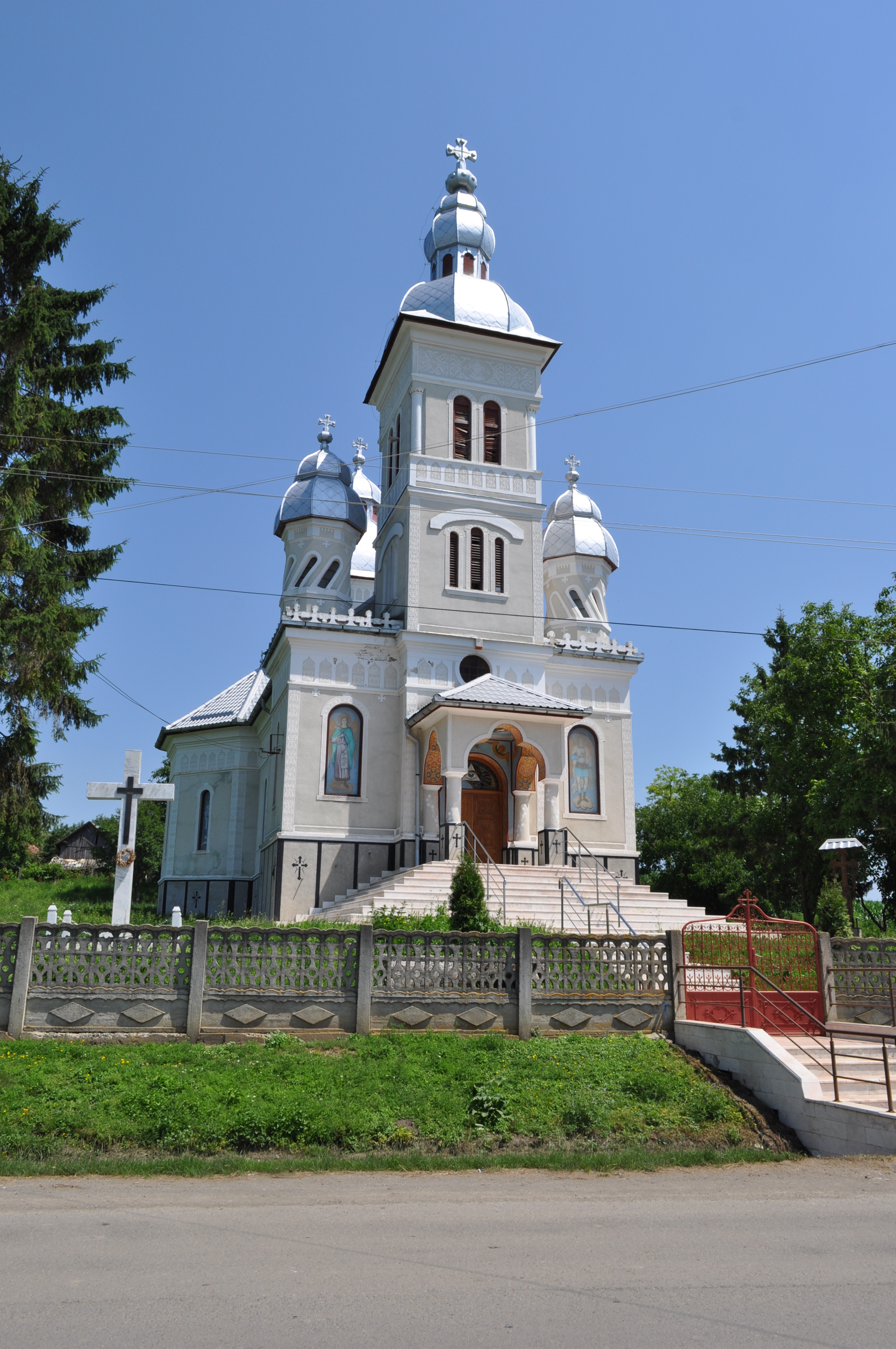
Biserica ortodoxă